# جيلي روبال
جيلي روبال (تُلفظ بالألمانية: [ˈɡeːliː ˈʀaʊ̯bal]) ولدت في 4 يونيو 1908 وتوفيت في 18 سبتمبر 1931، هي ابنة أخت زعيم ألمانيا النازية أدولف هتلر. ولدت في لينتس بالإمبراطورية النمساوية المجرية وكانت الطفلة الثانية والابنة البكر لليو روبال وأخت هتلر غير الشقيقة أنجيلا روبال.
عاشت جيلي روبال وكانت على اتصال وثيق مع عمها من عام 1925 حتى عام 1931 تاريخ انتحارها.

## الحياة
ولدت أنجيلا ماريا جيلي روبال في لينز وقد نشأت مع شقيقها ليو وأختها إلفريدي. توفي والدها وهي في سن صغيرة ثم انتقلت رفقة والدتها وشقيقتها الصغرى إلفريدي عام 1925 إلى منزل هتلر بعدما أصبحت أخته الغير شقيقة (والدة جيلي في نفس الوقت) مدبرة لمنزله ولبعض من أعماله.
قضت جيلي روبال ست سنوات من حياتها في اتصال وثيق مع عمها هتلر  الذي كان يكبرها حينا بحوالي 19 سنة. حصلت والدتها على منصب مدبرة في البرغهوف بالقرب من بيرشتسجادن في عام 1928، ثم انتقلت روبا إلى شقة هتلر في ميونيخ في عام 1929 وذلك من أجل دراسة الطب في جامعة لودفيغ ماكسيميليان في ميونخ إلا أنها لم تُكمل دراستها لسبب من الأسباب. وعندما ارتقى عمها هتلر في سلم السلطة وأصبح زعيما للحزب النازي؛ عانت روبال من الاستبداد والتملك وهذا ما دفعها لمساندة هتلر ومحاولة مساعدته في الحفاظ على سيطرة حزبه على حكومة البلد آنذاك. في كانون الأول/ديسمبر 1927 اكتشف أحدهم أنه جيلي كانت على علاقة مع سائق هتلر اميل موريس ونشر الخبر في أرجاء ألمانيا مما تسبب في طرد جيلي من الخدمة الشخصية. بعد ذلك لم يُسمح لها بفعل ما أرادت بكل حرية كما كانت عليه من قبل؛ حيث كانت كل تصرفاتها مراقبة سواء في المنزل أو خلال التسوق أو حتى عند الذهاب إلى السينما أو دار الأوبرا رفقة صديقاتها.

## الموت
كانت روبال تعيش في شقة هتلر في ميونيخ؛ وقد زادت الرقابة المفروضة عليها بعد تفجر فضيحة علاقتها مع سائق الزعيم النازي. وقد وصف البعض بأن روبال كانت في الواقع أقرب إلى السجينة؛ وهذا ما جعلها تُفكر في الهرب من خلال السفر إلى فيينا بدعوى مواصلة دروس الغناء ومن ثم الاستقرار هناك. ذكرت والدتها في إحدى مذكراتها التي عُثر عليها بعد الحرب أن ابنتها كانت على علاقة مع رجل من لينز وكانت تُمني النفس في الهروب من رقابة خالها ثم الزواج به في مدينة بعيدة عنه إلا أن هتلر كان يعرف بشأن هذه العلاقة وكان واقفا ضدها.
في 18 سبتمبر 1931؛ رُفض السماح لجيلي بالذهاب إلى فيينا فقررت حضور اجتماع في نورنبرغ لكن وفي اليوم التالي نُشرت مقالات وأخبار تُؤكد وفاتها بعدما عُثر عليها ميتة جراء طلق ناري أصاب رئتها، وقد أكد المحققون على أن جيلي قد انتحرت بعدما صوبت المسدس في بطنها حيث كانت حينئذ في شقة هتلر بميونيخ.
انتشرت الشائعات على الفور في وسائل الاعلام؛ حيث رجح البعض على أن الاعتداء الجسدي الذي تعرضت له جيلي بعد ممارستها لعلاقة جنسية مع خالها هتلر الذي كان مفتونا بها هو السبب الذي دفعه إلى قتلها. وكان أوتو ستراسر الخصم السياسي لهتلر أحد أبرز مصادر مثل هذه القصص المثيرة ولم يُعرف ما إذا كان هذا فعلا صحيح أم مجرد افتراءات من ستراسر. وكان المؤرخ إيان كيرشو قد صرح في وقت لاحق قائلا: «سواء ماتت جيلي بعد نشاط جنسي أم لا، فسلوك هتلر نحو جيلي يُحيلنا إلى فرضية أنه كان له علاقة بوفاتها».
تقرير الشرطة أفاد بأن جيلي روبال ماتت منتحرة ولا علاقة لأي عملية قتل بالموضوع، لكن وبالرغم من ذلك فقد عانى هتلر كثيرا بعد وفاتها حيث دخل في مرحلة اضطراب اكتئابي شديد إلى حد ما وقد لجأ إلى منزله على ضفاف بحيرة تيغرنزيه لتدئة نفسه كما لم يحضر الجنازة في فيينا في 24 أيلول/سبتمبر، لكنه زار قبرها في فيينا وتحديدا في مقبرة فيينا المركزية بعد يومين من تاريخ دفنها. وقد قيل أن هتلر تمكن من التغلب على الاكتئاب الذي ألم بعد رحيلها وركز على سياسة وطنه.
أعلن هتلر في وقت لاحق أن روبال كانت المرأة الوحيدة التي أحبها أكثر من أي امرأة أخرى؛ وقد حافظ على غرفتها في البيرغهوف كما تركتها هي قبل الانتحار كما علق صورا لها في غرفته الخاصة في برلين.

## روابط خارجية
- جيلي روبال على موقع IMDb (الإنجليزية)
- جيلي روبال على موقع إن إن دي بي (الإنجليزية)